# 德斯林德峰
22°16′26″S 67°56′10″W / 22.27389°S 67.93611°W
德斯林德峰是智利的山峰，位於該國北部安托法加斯塔大區，處於洛阿省，距離首都聖地牙哥1,300公里，屬於安第斯山脈的一部分，海拔高度5,606米。